# Зелёные мартышки
Зелёные мартышки (лат. Chlorocebus) — род приматов из семейства мартышковых, состоящий из 6 видов. Изначальный ареал этих обезьян находится в Африке южнее Сахары от Сенегала и Эфиопии к югу до Южной Африки, однако за последние несколько веков работорговцы, использовавшие их в качестве домашних животных, распространили их через Атлантический океан до Карибов. Со временем прирученные обезьяны распространились в дикой природе Вест-Индии и сейчас встречаются на островах Барбадос, Сент-Китс, Невис, Ангилья и Синт-Мартен. Существует также популяция в округе Брауард (Флорида).

## Описание
Цвет шерсти на спине зелёных мартышек варьируется от светло-жёлтого до тёмно-коричневого, нижняя часть тела и шерсть вокруг мордочки светло-жёлтая. Морда и лапы безволосые, чёрного цвета, кожа на брюхе синеватая. У самцов голубая мошонка и красный пенис. Выражен половой диморфизм, взрослые самцы в длину составляют от 42 до 60 см самки — от 30 до 49,5 см, длина хвоста от 30 до 50 см. Самцы весят от 3,9 до 8 кг, самки — от 3,4 до 5,3 кг.

## Поведение

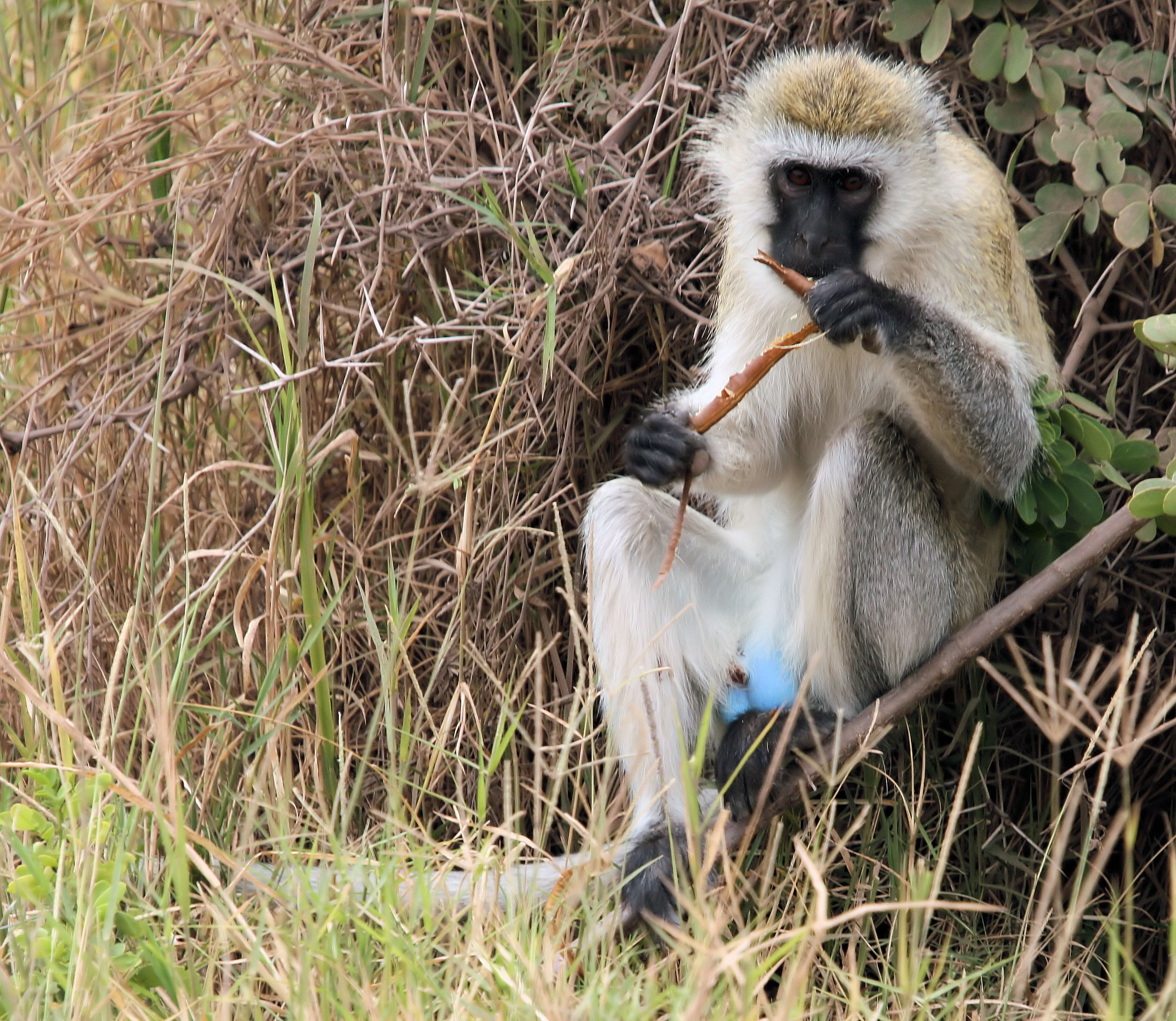
Верветка, видна голубая мошонка

В отличие от близких родственников из рода мартышки, эти обезьяны не проводят большую часть времени на деревьях. День проводят в поисках пищи на земле, поднимаясь на деревья на ночь для сна. Живут неподалёку от источников воды. Имеют защёчные мешки, в которые могут складывать запасы пищи. Активны в основном ранним утром и после обеда, ближе к вечеру.
Образуют крупные группы до 76 особей. В группе строгая иерархия: доминантные самец и самка имеют приоритет в поиске пищи, подчинённые члены группы ищут у них в шерсти. Каждая группа занимает площадь от 0,06 до 1,78 км². Имеют развитую систему звуков.
Всеядные животные. В рационе листья и соки деревьев, семена, орехи, трава, грибы, ягоды, цветы, побеги растений, беспозвоночные, птичьи яйца, мелкие птицы, ящерицы, мелки грызуны и другие позвоночные. На острове Сент-Киттс они известны тем, что крадут у туристов алкогольные напитки.
Сигнал к размножению подаёт самка, показывая самцу свои гениталии. Поскольку в группе самцов меньше, чем самок, обычно каждый самец спаривается с несколькими самками. Самцы не принимают участие в воспитании молодняка, однако самки часто воспитывают чужих детёнышей. Беременность длится 163—165 дней, в помёте обычно один детёныш. Роды проходят в начале сезона дождей, когда еды вдоволь. До шести месяцев молодняк кормится молоком матери. Половая зрелость наступает в возрасте четырёх—пяти лет. Продолжительность жизни 11—13 лет в неволе и 10—12 лет в дикой природе.

## Взаимодействие с человеком
На Карибских островах у этих обезьян сложились достаточно сложные отношения с людьми. На острове Барбадос фермеры жалуются на зелёных мартышек, которые повреждают посевы. В 2006 году обезьяна, замкнувшая линию электропередач, стала причиной того, что на всей территории острова не было света в течение 8 часов.
В Африке много обезьян погибает от колёс автотранспорта и домашних собак. Их травят ядом и охотятся на них, поскольку в Африке зелёные мартышки ценятся как сырьё в народной медицине. Помимо этого, популяция страдает от уничтожения среды обитания и опустынивания.

## Классификация
Классификация зелёных мартышек спорна и нередко претерпевает изменения. Изначально представители рода классифицировались в составе рода мартышки (Cercopithecus), причём все были помещены в один вид, Cercopithecus aethiops. Позже были подняты до ранга рода и разделены на шесть видов:
- Chlorocebus aethiops Linnaeus, 1758 — Гривет
- Chlorocebus cynosurus Scopoli, 1786 — Малбрук
- Chlorocebus djamdjamensis Neumann, 1902 — Джам-джам
- Chlorocebus pygerythrus F. Cuvier, 1821 — Верветка
- Chlorocebus sabaeus Linnaeus, 1766 — Зелёная мартышка
- Chlorocebus tantalus Ogilby, 1841 — Мартышка танталусская